# 밀양 다죽리 손씨고가
밀양다죽리손씨고가(密陽茶竹里孫氏古家)는 대한민국 경상남도 밀양시 산외면 다죽리에 있는 옛집이다. 1985년 1월 23일 경상남도의 문화재자료 제111호로 지정되었다.

## 개요
일명 ‘손병사고택’으로 널리 알려진 이 집은 안마당을 중심으로 안채가 있고, 그 좌우에 곳간과 행랑방을 둔 별채가 있다.
길게 다듬은 돌로 이루어진 안채 축대는 3곳으로 오르내리도록 돌층계를 설치하였으며, 부엌 안쪽 구조가 특이하다.

## 참고 문헌
- 밀양 다죽리 손씨고가 - 국가유산청 국가유산포털